# 堀米聰
堀米 聰（ほりごめ あきら、1962年〈昭和37年〉11月7日 - ）は、日本の男性俳優。東京都出身。
舞台芸術学院を経て1983年に劇団四季研究所に入所。1990年に退団。
舞台を中心に活動中。現在、劇団ひまわりで講師も務める。

## 出演作品

### 舞台
劇団四季
- ユタとふしぎな仲間たち（ユタ）
- 赤毛のアン（ギルバート）
- ユタ（ユタ）
- コーラスライン（マーク）
- ドリーミンク（チルチル）
- ウエストサイド物語（ペビージョン）
- キャッツ（ギルバート）
- 夢からさめた夢（エンジェル）
- 人間になりたがった猫（タドベリ）

劇団四季退団後
- 暗くなるまで待って
- GANKUTU-OH（シャルル、シャトワ伯）
- スターマイツ
- ポタージュナイト（笠井広太郎）
- ハイディの青春
- あしながおじさん
- カルメン（ホセ）
- カイズ&ドールズ（ナイスリー）
- 船長（竜太）
- 蜘蛛の巣（ジェレミー）
- アナザーカントリー（バークレイ）
- 空に踊る
- 赤ずきんチャチャ（セラヴィー先生）
- 回転木馬（ウィリアム・ブラッドフォード）
- シーソー
- 森のメリークリスマス
- シー・ラヴズ・ミー（アルパ）
- KUNISADA（安五郎）
- FAME（シュロモ）
- タン・ビエットの唄
- アニー
- カーネギーの日本人
- 君に捧げる歌
- ゴール
- 二十四の瞳

### ドラマ・映画
- キューティーハニー THE LIVE
- 質屋珠子の殺人鑑定書

### アニメ
- ケロケロちゃいむ（モモ）
- こちら葛飾区亀有公園前派出所（角田英男）

### CD
- 劇団四季「夢から醒めた夢」エンジェル
- 劇団四季「ソング&ダンス -35ステップス-」
- 銀河鉄道物語 〜最果ての天使アンジェラ〜（ハインリッヒ・クードラー）